# Holmberg IX
Holmberg IX är en oregelbunden dvärggalax och satellitgalax av Messier 81. Galaxen är uppkallad efter Erik Holmberg som var först att beskriva den. Baserat på den observerade åldern av dess stjärnor antas den ha bildats under de senaste 200 miljoner åren, vilket gör den till en av de yngsta nära galaxerna. Två gula supergigantiska eklipsande binära system har nyligen upptäckts i den.

### Fotnoter
1. 1 2 3 4 5  ”SIMBAD: UGC 5336”. http://simbad.u-strasbg.fr/simbad/sim-basic?Ident=UGC+5336.
2. ↑  Sabbi, E. (Mars 2006). ”Holmberg IX: The Nearest Young Galaxy”. The Astrophysical Journal 676 (2):  sid. L113–L117. doi:10.1086/587548. https://arxiv.org/abs/0802.4446.
3. ↑  ”Two new Star Systems are the First of Their kind Ever Found”. Arkiverad från originalet den 2 april 2008. https://web.archive.org/web/20080402133205/http://researchnews.osu.edu/archive/superyellow.htm.
4. ↑  ”Two Yellow Supergiant Eclipsing Binary Systems Discovered: First Of Their Kind Ever Found”. Science Daily. 1 april 2008. http://www.sciencedaily.com/releases/2008/03/080331135542.htm.